# Octavio Getino
Octavio Getino (6 août 1935 à León  (Espagne) - 1er octobre 2012 à Buenos Aires, Argentine) est  un réalisateur (documentariste)  argentin  qui est surtout connu comme cofondateur, avec Fernando Solanas du Grupo Cine Liberación et de l'école du Troisième Cinéma.
Getino est né en Espagne et a migré vers l'Argentine dans les années 1950.

## Filmographie
- L'Heure des brasiers  (1968)
- Argentina, mayo de 1969: Los caminos de la liberación (1969)
- Perón: La revolución justicialista (1971)
- Perón: Actualización política y doctrinaria para la toma del poder (1971)
- El Familiar (1975)

## Crédit d'auteurs
- (en) Cet article est partiellement ou en totalité issu de l’article de Wikipédia en anglais intitulé « Octavio Getino » (voir la liste des auteurs).